# Diocèse de Doba
Le diocèse de Doba est une circonscription ecclésiastique de l'Église catholique au Tchad, un pays d'Afrique centrale. 

## Territoire
Le diocèse de Doba couvre la partie nord de la région du Logone Oriental, soit 10 816 km2. Son siège est à Doba, en la cathédrale Sainte-Thérèse.

## Historique
Le diocèse de Doba au Tchad est créé le 6 mars 1989, par détachement de celui de Moundou. Son territoire est ensuite réduit le 28 novembre 1998 pour permettre les créations des diocèses de Goré et de Laï. 

## Liste des évêques
- 6 mars 1989 - 30 janvier 2014 : Michele Russo (MCCI)
  - 30 janvier 2014 - 10 décembre 2016 : Miguel Angel Sebastián Martínez (MCCI), administrateur apostolique
- depuis le 10 décembre 2016 : Martin Waïngue Bani